# Marc-Antoine Legrand
Marc-Antoine Legrand, född den 30 januari 1673 i Paris, död den 7 januari 1728, var en fransk författare. 
Legrand, som var anställd vid Théâtre Français, skrev lustspel, som vann vidsträckt spridning tack vare stor komisk kraft, exempelvis La famille extravagante (1709; svensk översättning "Den löjliga slägten", 1793) och L'aveugle clairvoyant (1716; "Den klarsynte blinde", 1788).